# Fedirkî, Svitlovodsk
Fedirkî (în ucraineană Федірки) este localitatea de reședință a comunei Fedirkî din raionul Svitlovodsk, regiunea Kirovohrad, Ucraina.

## Demografie
Componența lingvistică a localității Fedirkî
     Ucraineană (96,24%)
     Rusă (3,76%)
Conform recensământului din 2001, majoritatea populației localității Fedirkî era vorbitoare de ucraineană (96,24%), existând în minoritate și vorbitori de rusă (3,76%).